# Jacques de Hemricourt
Jacques de Hemricourt, né en 1333 et mort le 18 décembre 1403, est un chroniqueur liégeois. Il a vécu dans la principauté de Liège et plus particulièrement en Hesbaye.

## Biographie
Jacques de Hemricourt est le fils de Gilles de Hemricourt, secrétaire des échevins de Liège, et d'Ide d'Abée, fille de Jacques d'Abée, sentencier de la cour de Liège.
À l'âge de 20 ans, il obtient une place de clerc au tribunal des échevins de Liège jusqu'en 1383. Il a par la suite été clerc secrétaire aux échevins de Liège, notaire public et secrétaire des Douze juges des lignages. Il vivait dans l'intimité du chroniqueur Jean Lebel, et c'est sans doute sous son influence que le goût des études va s'éveiller en lui. Il attachait une grande importance à son exemple et à ses conseils.
Jacques de Hemricourt a épousé Françoise de Mission (décédée en 1382) dont il eut un fils nommé Gilles et qui mourut en 1382.  Vers 1383, il épousa en secondes noces Agnès de Coir (veuve de Jean de Lavoir) dont il n'eut point d'enfant et qui décéda en 1397. À la mort de sa seconde femme, il se fait recevoir chevalier de l'ordre de Saint-Jean de Jérusalem.
À la mort de son père, il le remplace comme secrétaire des échevins. Quelques années plus tard, il est nommé secrétaire du tribunal des Douze juges de lignages (juges des familles du pays de Liège) d'où son ouvrage relatif à la guerre des Awans et des Waroux qui se termina par la Paix des Lignages. Après son secrétariat aux échevins, il est admis au Conseil privé auprès de l'évêque Arnould de Hornes. En 1390, il exerce la fonction de bourgmestre de Liège.
Il mourut dans un âge fort avancé, le 18 décembre 1403, et fut enterré à Liège, dans une chapelle de la cathédrale, dite la chapelle des Clercs, où on lui dressa un tombeau avec son effigie qui a été gravée, et l'épitaphe suivante : 

« Chigist messires Jakes de Hemricourt, chevalier de Pot-dune Sains Johan de Jlileni, ki en ses veufvics et anciens fours entra en la dure religion sur son propre patrimoine sans prendre les binfai de ccli et trépassât Lan de grée MCCCC et trois le XVIII jour el mois de Decetn. »

## Publications
Jacques de Hemricourt est l'auteur de trois ouvrages importants pour l'histoire de Liège. Il est la principale source pour l'étude des mœurs chevaleresques et des institutions de l'époque. Il emploie la langue vulgaire pour s'adresser à un public peu lettré et charmé de retrouver, dans ses récits, l'attrait des romans de chevalerie. Il n'hésite pas à user du jargon du pays de Liège.
Le Miroir des Nobles de Hesbaye est un ouvrage qu'il entreprend à 20 ans et qu'il termine 45 ans plus tard. Il s'agit d'un traité de généalogie de l'ancienne noblesse de Liège et des environs, depuis l'an 1102 jusqu'en l'an 1398. Cet ouvrage comprend les généalogies des familles liégeoises issues de Raes de Dammartin et d'Alix de Warfusée. On y trouve aussi des anecdotes et des détails sur les mœurs de ces contrées à cette époque.
- Texte original : Camille de Borman et Alphonse Bayot, Œuvres de Jacques de Hemricourt, t. I : Le Miroir des Nobles de Hesbaye, Bruxelles, Kiessling, 1910, 491 p. (lire en ligne)
  - Édition augmentée et classée : Le Miroir des Nobles de Hesbaye, Liège, Bassompierre, 1791, 344 p. (lire en ligne)
- Édition de Camille de Borman et Édouard Poncelet, Œuvres de Jacques de Hemricourt, t. II : Le Miroir des Nobles de Hesbaye : Codex diplomaticus et tableaux généalogiques, Bruxelles, Kiessling, 1925, 496 p. (lire en ligne)
- Édition de Camille de Borman, Alphonse Bayot et Édouard Poncelet, Œuvres de Jacques de Hemricourt, t. III : Le Traité des Guerres d'Awans et de Waroux, Le Patron de la temporalité et Manuscrits et Éditions des Œuvres de J. de Hemricourt, Bruxelles, Lamertin, 1931, CDLXIII-481 p. (lire en ligne)
  - Le Traité des Guerres d'Awans et de Waroux est une chronique de la guerre des Awans et des Waroux.
  - Le Patron de la temporalité est un tableau des institutions politiques de la principauté au XIVe siècle qui jouit, du vivant même de son auteur, d'une grande réputation.